# Valentinianus III
Flavius Placidius Valentinianus (2 tháng 7, 419 – 16 tháng 3, 455), được biết đến với tên gọi là Valentinianus III, là Hoàng đế Tây La Mã trị vì từ năm 425 đến 455.

## Tiểu sử

### Gia đình
Valentinianus sinh ra tại thủ đô Ravenna của Đế chế Tây La Mã, là con trai của Galla Placidia và Flavius Constantius (tức Hoàng đế Constantius III). Nguyên ông là người em cùng cha khác mẹ của Hoàng đế Honorius và về sau trở thành viên Quý tộc (Patrician) nắm giữ quyền bính đằng sau ngai vàng.
Valentinianus là con cháu của cả Hoàng đế Theodosius I, ông ngoại của ông và Hoàng đế Valentinianus I, cha của bà ngoại ông. Ngoài ra ông còn là cháu trai của Honorius và anh em họ đầu tiên của Theodosius II (con của anh trai Arcadius Honorius), là vị Hoàng đế Đông La Mã trong phần lớn cuộc đời của Valentianianus. Valentinianus còn có thêm một người em gái, Justa Grata Honoria, có thể được sinh vào năm 417 hoặc 418 (theo cuốn lịch sử của Paul Người Trợ Tế có đề cập đến cô đầu tiên khi đề cập đến đứa con đầu tiên của cuộc hôn nhân, đưa ra giả thuyết cô là con cả). Mẹ của ông trước đây đã từng kết hôn với Ataulf người Visigoth, và hạ sinh một người con trai là Theodosius, tại Barcelona vào năm 414, nhưng đứa trẻ đã chết vào đầu năm sau, do đó loại trừ một cơ hội cho dòng Romano-Visigoth.
Khi Valentinianus được hơn hai tuổi, Honorius bổ nhiệm Constantius làm đồng Hoàng đế, một chức vị cao mà ông sẽ giữ cho đến khi mất vào bảy tháng sau đó. Theo kết quả của tất cả các mối quan hệ gia đình, Valentinianus là con trai, cháu trai, chắt trai, anh em họ, và cháu trai (hai lần trở lên) của Hoàng đế La Mã.

### Thời kỳ trị vì

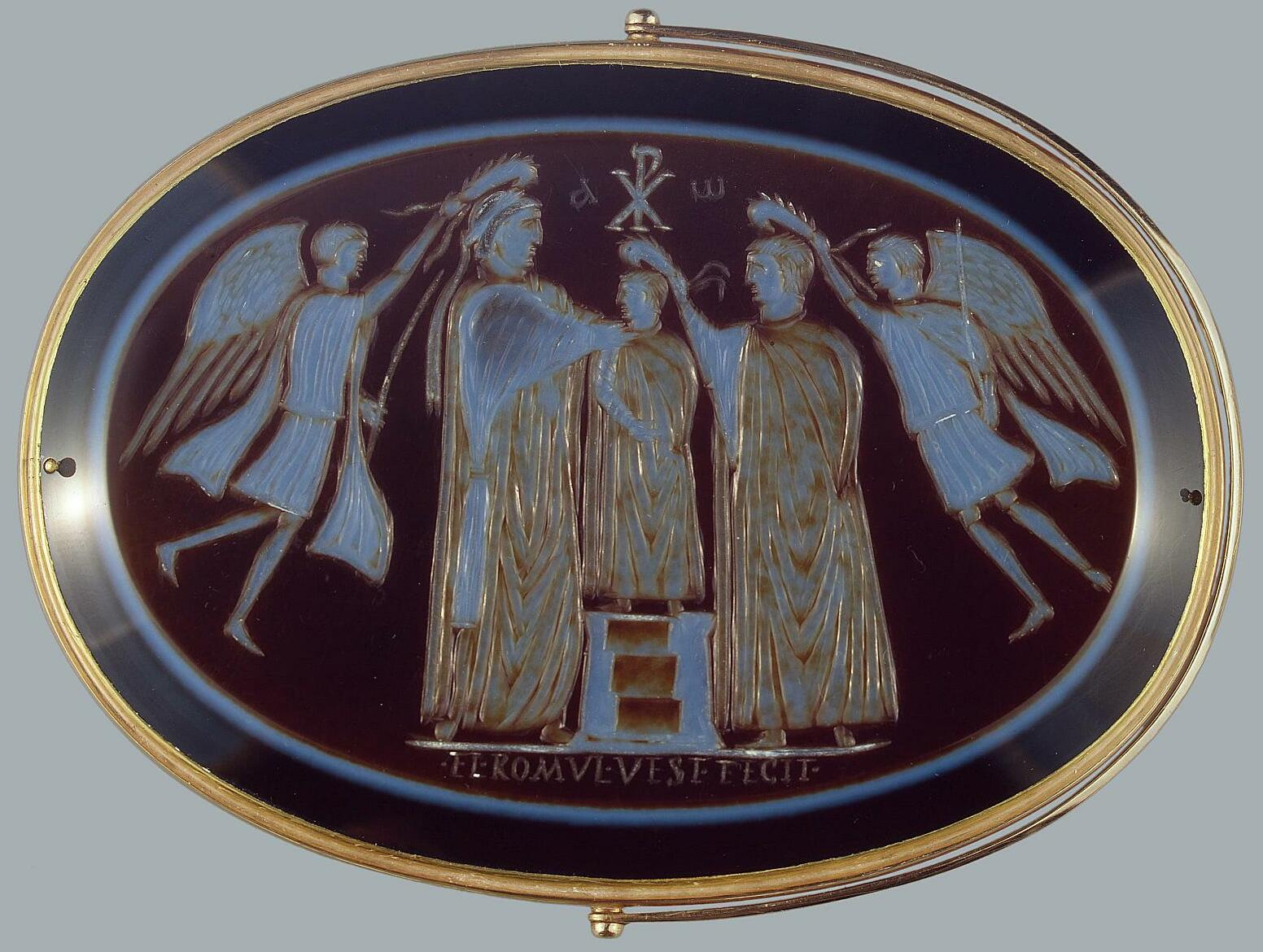
Phù điêu bảo thạch mạ vàng dạng oval nằm ngang mô tả cảnh đăng quang cuả Valentinianus III.

Sau khi cha ông mất vào năm 421, Valentinianus theo mẹ và em gái (Justa Grata Honoria) tới Constantinopolis khi Galla Placidia chia tay với người anh cùng cha khác mẹ, Hoàng đế Honorius, và chuyển đến sống tại triều đình của Hoàng đế Theodosius II.
Năm 423, Honorius mất, kẻ tiếm ngôi vua Joannes lên nắm quyền tại Roma. Để chống lại Joannes, Theodosius đề cử Caesar Valentinianus làm Hoàng đế Tây La Mã vào ngày 23 tháng 10 năm 424, và hứa hôn với con gái của mình là Licinia Eudoxia (Valentinianus sẽ cưới bà vào năm 437). Năm 425, sau khi xử trảm kẻ tiếm ngôi Joannes, Valentinianus làm lễ đăng quang lên ngôi Hoàng đế của Đế chế Tây La Mã ở Rome vào ngày 23 tháng 10 khi mới lên sáu tuổi.
Chờ khi ông đủ tuổi vị thành niên, vị tân Augustus trị vì dưới sự kiểm soát và điều hành công việc triều chính từ mẹ ông. Sau năm 433, thì chuyển giao lại cho viên Tổng tư lệnh quân đội (Magister militum) Flavius Aetius. triều đại của Valentinianus được đánh dấu bằng sự chia cắt của Đế chế Tây La Mã do Người Man Rợ gây ra, về đối ngoại thì nổ ra những cuộc chinh phục các tỉnh châu Phi của người Vandal vào năm 439; sự mất mát phần lớn các tỉnh quan trọng như Tây Ban Nha và Gaul cộng với việc người Rợ đã tự thành lập các vương quốc riêng biệt của họ, đe dọa đến trật tự trị an của Đế chế phía Tây, tiếp theo là các cuộc tàn phá đảo Sicilia và dọc bờ biển phía tây Địa Trung Hải do hạm đội của Geiseric thực hiện.
Tuy nhiên nhờ có sự trợ giúp của viên tướng La Mã tài giỏi Aetius,đã chỉ huy quân đội Tây La Mã giành lấy chiến thắng khi đánh bại quân của Attila người Hung tại Trận Châlons vào năm 451. Aëtius còn tiến hành các chiến dịch quân sự quan trọng đánh đuổi người Visigoth vào các năm 426, 429, 436 và chống lại những kẻ xâm lược khác trên sông Rhine và Danube trong những năm 428–431.
Bên trong Đế chế thì gánh nặng thuế má ngày càng cao khiến cho sức mạnh của Rome suy giảm nghiêm trọng, và sự trung thành của các tỉnh phần lớn đều gặp khó khăn do hậu quả của thuế má nặng nề. Ravenna trở thành nơi cư trú thường xuyên của Valentinian, nhưng ông và triều đình cuối cùng lại chuyển về Rome. Rome đã chứng minh là một nơi an toàn hơn trên đường tiến của Attila, người, sau khi tàn phá miền bắc Ý, mất đột ngột vào năm 453.
Vì lo ngại quyền bính quá lớn của viên tướng La Mã dưới quyền có thể gây nguy hại cho ngôi vị của mình nên Aetius bị Hoàng đế Valentinianus cho người ám sát chết vào năm 454. Ngày 16 tháng 3 năm 455, đích thân Hoàng đế lại bị hai tên tùy tùng người rợ giết chết tại Rome, việc ám sát Valentinianus đều do Petronius Maximus, một thượng nghị sĩ giàu có chủ mưu nhằm trả thù cho việc Valentinianus hãm hiếp vợ ông là Lucina. Một ngày sau vụ ám sát, Petronius Maximus tự tuyên bố lên ngôi Hoàng đế Tây La Mã, dựa vào sự ủng hộ của đám tàn quân Tây La Mã còn lại bằng việc trả một số tiền thưởng lớn. Tuy nhiên, Petronius Maximus không nhận được sự ủng hộ và tán thành của Viện nguyên lão và dân chúng La Mã, cũng như việc ông không có khả năng tái lập sự ổn định của một Đế chế đang rệu rã ra từng phần, thời kỳ trị vì của Maximus chỉ kéo dài có 11 tuần ngắn ngủi, kết thúc bằng việc ông bị đám đông dân chúng La Mã giận dữ ném đá cho tới chết. Vài ngày sau, vua Gaiseric của người Vandal thống lĩnh quân đội chiếm lĩnh Rome và tràn vào cướp phá thành phố này chỉ trong vòng hai tuần.
Theo ý kiến của các sử gia hiện đại thì Valentinianus không chỉ thiếu khả năng cai trị Đế chế trong thời kỳ khủng hoảng, mà lại làm cho mối hiểm họa ngày càng thêm trầm trọng vì sự đam mê lạc thú, lơ là triều chính và tính hay thù vặt của ông đã khiến cho Đế chế Tây La Mã ngày càng suy yếu trầm trọng.

## Trong văn học
- Cuộc đời của Valentinianus III được viết thành một vở kịch do John Fletcher viết với tên gọi là Valentinian, c. 1612 (xuất bản năm 1647)
- Ông đồng thời còn xuất hiện trong vở nhạc kịch Ezio trình diễn tại Handel vào năm 1731 dựa trên vở nhạc kịch của Metastasio.
- Câu chuyện về Valentinian và Aëtius được kể lại chi tiết trong một trang sách của cuốn sách Hal Foster's Prince Valiant.
- Vai Valentinianus III do diễn viên Reg Rogers đóng trong một sê ri phim nhỏ Attila vào năm 2001.